# Cao Qiwei
En una onomàstica xinesa Cao es el cognom i Qiwei el prenom.
Cao Qiwei (xinès simplificat:曹其纬) (Zhangzhou 1941 - ) Jugadora de voleibol i actriu de cinema xinesa. Malgrat que només va fer una pel·lícula, va obtenir una gran popularitat al participar en el film de l'any 1957 "Girl Basketball Player No. 5" (女篮五号) del director Xie Jin.

## Biografia
Cao Qiwei va néixer l'any 1941 a Zhangzhou, província de Fujian (Xina) en una família benestant, però la trajectòria política del seu avi va portar molts problemes a la família. L'avi de Cao Qiwei, Cao Rulin, va ser un dels representants del govern de Yuan Shikai i criticat pel seu paper durant la primera guerra sino-japonesa. Durant el Moviment del Quatre de Maig, la casa de Cao a Zhaojialou, Pequín, va ser incendiada per joves estudiants patriòtics. He Long, llavors director de la Comissió Nacional d'Esports, va ajudar a Cao a oblidar i no tenir en compte els antecedents i les crítiques a la seva família. Cao es va convertir en la principal jugadora de l'equip nacional de voleibol femení, i va guanyar el premi a la millor jugadora jove al Campionat del món de voleibol femení. Al finalitzar la seva activitat esportiva va anar a viure a Hong Kong.

## Cinema esportiu

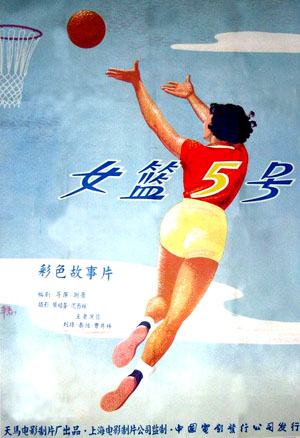

Al voltant del 10è aniversari de la fundació de la República Popular de la Xina, en ple període maoista, el primer ministre  Zhou Enlai, va potenciar la filmació de pel·lícules de caràcter esportiu. Una de les que va obtenir més èxit popular va ser Girl Basketball Player No. 5"  (女篮五号), (Nülan Wu Hao),la segona pel·lícula  del director Xie Jin, el cineasta més important sorgit durant el període maoista., produïda per Tianma Film Studio.El títol del film prové de la història real de Yang Jie, una jugadora llegendària del món del bàsquet de la Xina, que portava el número 5 a la samarreta.
El film és protagonitzat per Qin Yi, una de les velles glories del cinema xines, amb Liu Qiong i Cao Qiwei en el paper de la jugadora Xiao Jie. S'ha definit com un brillant exponent del cinema d'esports i de melodrama socialista familiar, amb tocs "hollywoodians".  Per ajudar a Cao Qiwei a integrar-se ràpidament en el paper, la productora va organitzar acuradament una sèrie de mesures d'entrenament. Van contractar especialment un entrenador de bàsquet professional per oferir una orientació especial i formació sobre les habilitats del bàsquet per a Cao Qiwei i altres actrius joves. Desprès d'aquesta esperiència Cao, malgrat l'èxit assolit va renunciar a seguir la carrera cinematogràfica, i va optar per tornar a la selecció nacional de voleibol.